# Simpang Rantau Gedang
Simpang Rantau Gedang is een bestuurslaag in het regentschap Batang Hari van de provincie Jambi, Indonesië. Simpang Rantau Gedang telt 2047 inwoners (volkstelling 2010).